# Eusitalces
Eusitalces är ett släkte av insekter. Eusitalces ingår i familjen gräshoppor.
Kladogram enligt Catalogue of Life:
| Eusitalces | \| \| Eusitalces rubripes \| \| \| \| \| \| Eusitalces vittatus \| \| \| \| |
|            | \| \| Eusitalces rubripes \| \| \| \| \| \| Eusitalces vittatus \| \| \| \| |
|            | Eusitalces rubripes                                                         |
|            |                                                                             |
|            | Eusitalces vittatus                                                         |
|            |                                                                             |